# 평가 폭탄
평가 폭탄(review bomb)은 일정 사용자들이 집단으로 행동하거나 다중 계정을 생성하는 방법 등으로 한 상품, 서비스 혹은 사업에 부정적인 사용자 평가를 남겨 인기도나 판매를 저해하려는 행위를 가리킨다.

## 기원
'평가 폭탄'이라는 단어가 사용된 초기 용례는 2008년 아르스 테크니카의 벤 쿠체라가 비디오 게임 《스포어》에 대해 남긴 기사에서 사용자들이 부족한 게임플레이와 디지털 권리 관리체계에 대해 단체로 아마존에 부정적인 남긴 현상에 대해 기술한 것이었다.

## 참고 문헌
- Tomaselli, Venera; Cantone, Giulio G.; Mazzeo, Valeria (2022), 《Review Bomb: On the Gamification of the Ideological Conflict (Chapter 16 of Handbook of Research on Cross-Disciplinary Uses of Gamification in Organizations)》, IGI Global, ISBN 9781799892236